# 王定国
王定国（1912年2月4日—2020年6月9日），女，四川营山人，中华人民共和国政治人物、社会活动家。早年为中国工农红军红四方面军战士，后成为谢觉哉的妻子。

## 生平
王定国于1912年春节前出生于四川省营山县新店安化乡一个贫苦农民家庭。十多岁时被卖作童养媳，不到三个月便逃出，随后14岁的王定国参加早期革命活动。
1931年，王定国组织秘密农会，开展中共地下党的交通工作。1932年，王定国随王维舟的川东游击队行动。1933年12月，中共营山县委在消水河地区开党代表大会期间，王定国加入中国共产党。她参与迎接红四方面军许世友部进驻营山县，并历任营山县苏维埃政权内务委员会主席、妇女独立营营长。1934年1月，妇女独立营在五块石作战后，余部100余人一部分编入川陕妇女独立团，一部分被分入红九军、红四军、红三十一军，王定国和营山县区乡苏维埃的16位妇女干部被送入巴中苏维埃学校学习。因成绩优秀，王定国随后被分配到巴中保卫局任妇女连二排排长，妇女连主要负责“看押犯人、配合主力红军打仗、保卫机关”。
1935年，王定国随红四方面军参加长征。在长征路上，王定国被调入剧团，为红军部队演出。1936年，王定国随红四方面军部队过黄河西征。同年11月，中央军委命令已过黄河的部队组成西路军，进军河西走廊，王定国所在剧团遂更名为“红西路军前进剧团”，随西路军总部行动。后来，在被派往红九军军部的路上，王定国等人被马步芳的部队俘虏，被集体押入马步芳的俘虏营。后来，马步芳将包括王定国在内的红军剧团团员们编成自己的文工团，在马步芳提供的住所居住，为马步芳演出。其间，王定国等文工团员设法将张琴秋从俘虏营转入文工团，后来又秘密把她送走赴陕北苏区。不久，王定国经过申请，赴张掖的福音堂医院做护工，其间营救了西路军的刘瑞龙等人。1937年7月17日，谢觉哉奉派到兰州八路军办事处工作，刘瑞龙、魏传统等一批西路军高级干部经王定国和兰州八路军办事处的联系，被秘密转移出张掖，经兰州、西安来到延安。在谢觉哉的帮助下，王定国也寻机于1937年9月离开张掖赴兰州。此后，经谢觉哉和中共中央挽留，王定国留在兰州八路军办事处工作，负责营救被俘的西路军干部、战士。在谢觉哉的帮助下，王定国开始学习写字和算术。此时，谢觉哉已离家多年，与妻子何敦秀分离。后来，经彭加伦建议，毛泽东批准，中共党组织将王定国介绍给谢觉哉为妻子，1937年9月二人结婚。1939年底，谢觉哉离开兰州回延安任中央党校副校长后，王定国留在兰州继续营救西路军干部、战士，随后国共关系进一步恶化，王定国不得不撤出兰州。1940年，周恩来自苏联归国，途经兰州，王定国带着自己和谢觉哉的第一个孩子随周恩来、邓颖超等于1940年3月回到延安，与谢觉哉团聚。两人共育有五男两女，长女谢宏，二子谢飘，三子谢飞，四子谢列，五子谢云，六女谢亚霞，七子谢亚旭。在延安，王定国历任陕甘宁边区政府机关党支部书记、行政秘书、延安市妇联主任。在大生产运动中，王定国带领生产小组积极生产，开荒种地，生产副食品，养鸡鸭、养猪，养出了当年延安最大的一口猪，重达三百多斤，王定国获得模范称号。为此，毛泽东为其题写了“再接再厉”四个字。
1949年2月，王定国进北平。中华人民共和国成立后，王定国任中央人民政府内务部机要科长兼部党组秘书。1959年，调入最高人民法院，历任院党委办公室副主任、司法行政处副处长。1964年调入全国政协，任谢觉哉秘书。1977年，遵照胡耀邦“您最主要的任务是将谢老的遗著收集整理发表，这将是对党的重大贡献”的要求，全国政协成立“谢觉哉文集办公室”，由曾三任组长，王定国任副组长，负责整理谢觉哉的遗著，先后整理出版了《谢觉哉传》、《谢觉哉日记》、《谢觉哉书信集》、《谢觉哉文集》。
1983年，王定国主动重返河西走廊走访流散在当地的西路军战士，先后见到了数百名战士（当时当地仍然健在的西路军战士共2000多人），包括陈淑娥（孙玉清的妻子，后被马元海纳为小妾）。中华人民共和国成立后，这些西路军战士长期受到不公正待遇，不断遭到打击迫害，生活困苦。同年回到北京后，王定国起草了给中共中央的报告，王定国、伍修权、李先念、徐向前等许多人均在该报告上签字支持。该报告要求恢复西路军战士的老红军身份，摘去“叛徒”帽子，并解决户口和医疗问题，组织他们回老家及赴北京看看。该报告连同王定国致胡耀邦的信被递交到时任中共中央总书记胡耀邦处。后经胡耀邦、邓小平等人做工作，在中共中央的安排下，民政部、卫生部、民政部、解放军总政治部共同制定出一份文件，对仍散落在河西走廊的西路军战士，政治上改变称谓，不再称“红军流落人员”，而改称“红军西路军老战士”，并改善其生活待遇。
晚年，王定国是活跃的社会活动家。王定国参与发起的中国老年文物学会曾促进了《中华人民共和国文物保护法》的颁布。王定国倡立了山海关长城研究会。她还积极参与挽救失足青少年活动。王定国热爱书画，创作了上千幅书画作品。
2012年1月11日，“老一辈无产阶级革命家《谢觉哉日记·1921年手稿》首发式暨老红军王定国百岁寿辰”活动在北京举行。
2020年6月9日11时06分，王定国因病在北京去世，享壽108岁。